# Giorgi Mshvenieradze
Giorgi Mshvenieradze (en géorgien, გიორგი მშვენიერაძე ) est un joueur de water-polo soviétique, né le 12 août 1960 à Tbilissi.
Appartenant au club du Dinamo Moscou, il remporte une médaille d'or olympique en 1980 et une médaille de bronze en 1988 avec l'équipe d'URSS de water-polo masculin. C'est le fils de P'et're Mshvenieradze.